# Alberto Azzo I
Alberto Azzo I (... – 1029) è stato un nobile italiano di stirpe longobarda e membro della dinastia obertenga, fu marchese di Milano e di Ancona, conte di Luni, Genova e Tortona; è attestato nei documenti tra il 1011 e il 1026.

## Origine
Figlio di Oberto II, margravio sovrano di Milano, e nipote di Oberto I, fondatore della dinastia degli Obertenghi, una delle più illustri famiglie reali d'Italia. 

Prima di arrivare agli estensi legati in particolare alla città di Ferrara dovrà passare una generazione, infatti è il di lui figlio Alberto Azzo II, morto quasi centenario, ad essere considerato il vero capostipite degli Este.

## Vicende belliche e dinastiche
Alberto Azzo I apparve per la prima volta nelle cronache nel 1011. Il 10 maggio 1013 fu eletto misso dominico in Italia. Nel 1014 suo fratello maggiore Ugo morì e Alberto Azzo ereditò la "Marca obertenga" con il marchesato di Milano e le contee di Luni, Genova e Tortona. Condivise il titolo di margravio di Milano con i suoi fratelli Adalberto e Obizzo d'Este. Alberto Azzo aveva una sorella, Berta d'Este, che sposò in prime nozze Arduino d'Ivrea, che tentò di impadronirsi del trono d'Italia contro l'imperatore Enrico II, e in seconde nozze Olderico Manfredi II. Alberto Azzo I sposò Adelaide, della dinastia salica.
In un primo momento Alberto Azzo I e suoi fratelli portarono il loro sostegno ad Arduino d'Ivrea contro Enrico II. Enrico in seguito pose l'assedio a Pavia, Vercelli e Novara. Nel 1019 Alberto Azzo si riconciliò con l'imperatore, ma nel 1022 i suoi fratelli furono catturati dagli eserciti di Enrico e sottoposti a giudizio presso Monselice.
Nell'ambito dei comitati della "Marca Obertenga" vennero via via sottratte le giurisdizioni delle città che da autonome divennero indipendenti:
- Genova dal 958, a favore dei vescovi e poi del comune consolare (dal 1099)
- Tortona dal 979, a favore dei vescovi e poi del comune (dal 1122)
- Luni dal 981, a favore dei vescovi
- Bobbio dal 1014, a favore dei vescovi-conte e quindi della "Contea vescovile di Bobbio"
- Milano dal 1046, a favore dei vescovi e poi del comune consolare (dal 1117)

Nella primavera del 1026 Alberto Azzo I e Olderico Manfredi II difesero Pavia contro le forze dell'imperatore Corrado II il Salico, successore di Enrico II.

## Discendenza
Alberto Azzo sposò Adelaide, figlia di Bosone I conte di Sabbioneta, parente di Lanfranco, conte di Aucia ed ebbero:
- Alberto Azzo II (*1009 †1097). marchese di Milano, d'Este, conte di Luni, Genova e Tortona.[6] Sposò Cunegonda di Altdorf, Gersenda, contessa sovrana del Maine, e Matilda Pallavicini;
- Adelasia (*? †?)[6]. Sposò il marchese Anselmo II di Savona, figlio di Anselmo I e Gisla di Milano, figlia di Adalberto I[7].

## Ascendenza
|                       |                |                   | Genitori             |  |  | Nonni    |  |  | Bisnonni               |  |
|                       |                |                   |                      |  |  | Oberto I |  |  | Adalberto il Margravio |  |
|                       |                |                   |                      |  |  | Oberto I |  |  | Adalberto il Margravio |  |
|                       |                | …                 |                      |  |  | Oberto I |  |  |                        |  |
| Oberto II             |                |                   |                      |  |  | Oberto I |  |  |                        |  |
|                       |                | Guilla di Spoleto | Bonifazio di Spoleto |  |  |          |  |  |                        |  |
|                       |                | Guilla di Spoleto | Bonifazio di Spoleto |  |  |          |  |  |                        |  |
|                       |                | Guilla di Spoleto | …                    |  |  |          |  |  |                        |  |
| Alberto Azzo I d'Este |                | Guilla di Spoleto |                      |  |  |          |  |  |                        |  |
|                       | Conte Riprando | …                 |                      |  |  |          |  |  |                        |  |
|                       | Conte Riprando | …                 |                      |  |  |          |  |  |                        |  |
|                       | Conte Riprando | …                 |                      |  |  |          |  |  |                        |  |
| Railenda              | Conte Riprando |                   |                      |  |  |          |  |  |                        |  |
|                       |                | …                 | …                    |  |  |          |  |  |                        |  |
|                       |                | …                 | …                    |  |  |          |  |  |                        |  |
|                       |                | …                 | …                    |  |  |          |  |  |                        |  |
|                       |                | …                 |                      |  |  |          |  |  |                        |  |